# Hladíkova Výšina
Hladíkova Výšina (deutsch Helfendorf, auch Dreihäuser) ist eine Rotte der Gemeinde Rudník in Tschechien. Sie liegt anderthalb Kilometer südlich von Janské Lázně und gehört zum Okres Trutnov.

## Geographie
Hladíkova Výšina befindet sich am Süden des Riesengebirges. Die Siedlung liegt inmitten einer großen Rodungsinsel im Wald Javorník (Ahornwald) auf der Kuppe Hladíkova výšina (Ladighöhe, 768 m). Nördlich erhebt sich die Světlá (Lichte Höhe, 1244 m), im Nordosten die Janská hora (Kalkberg, 728 m) sowie nordwestlich die Zlatá vyhlídka (Goldene Aussicht, 806 m) und Černá hora (Schwarzenberg, 1299 m).
Nachbarorte sind Černá Hora und Janské Lázně im Norden, Svoboda nad Úpou im Osten, Mladé Buky, Hertvíkovice und Vlčice im Südosten, Javorník und Janovice im Süden, Rudník im Südwesten, Bolkov im Westen sowie Zlatá Vyhlídka und Hoffmannova Bouda im Nordwesten.

## Geschichte
Die Siedlung im Ahornwald entstand an einem alten Fahrweg, der von Trautenau über Mladé Buky nach Schwarzenthal führte. Ihr Name soll sich von Hilfsdiensten der Siedler für die Fuhrleute bei der Bewältigung des steilen Anstieges von Mohren herleiten. Dabei wurden die Wagen um einen Teil der Ladung erleichtert und auf der deshalb die Lodich genannten Höhe wieder beladen. Helfendorf bildete ein eigenes Lehngut unter der Burg Břecštejn. Später wurde das Lehngut mit dem Allodialgut Hermannseifen verbunden. Volkstümlich wurde die Siedlung als Dreihäuser bezeichnet. Das Gut blieb bis 1706 im Besitz des Geschlechts von Waldstein, danach erwarben die Fürsten zu Schwarzenberg Hermannseifen mit Helfendorf und schlossen es an ihre Herrschaft Wildschütz an. Aus Mitteln des Religionsfonds wurde 1785 die neue Pfarre Mohren eingerichtet, zu der auch Helfendorf gehörte. Johann Fürst von Schwarzenberg tauschte 1789 die Herrschaft Wildschütz mit den angeschlossenen Gütern bei Kaiser Joseph II. gegen Borovany ein. 1790 kaufte der Arnauer Textilfabrikant Johann Franz Theer, der im selben Jahre als Johann Freiherr von Silberstein geadelt wurde, den Besitz von der Hofkammer. 1808 erwarb sein Sohn Franz Freiherr von Silberstein die Güter. Mit dem Erbvertrag von 1815 wurde das Gut Hermannseifen mit den Lehngütern Mohren und Helfendorf von der Herrschaft Wildschütz abgetrennt und ging an Josef Karl Freiherr von Silberstein über. Im Jahre 1834 bestand Helfendorf bzw. Dreihäuser aus vier Häusern. Bis zur Mitte des 19. Jahrhunderts blieb Helfendorf ein mit dem Allodialgut Hermannseifen verbundenes Lehngut.
Nach der Aufhebung der Patrimonialherrschaften bildete Helfendorf ab 1850 eine Ansiedlung der Gemeinde Mohren / Javorník in der Bezirkshauptmannschaft Hohenelbe / Vrchlabí. Nach der Gründung der Tschechoslowakei wurde der Ort 1922 dem neuen Gerichtsbezirk Arnau zugeordnet. Infolge des Münchner Abkommens wurde Helfendorf zusammen mit Mohren 1938 dem Deutschen Reich angeschlossen und gehörte bis 1945 zum Landkreis Hohenelbe. Nach dem Zweiten Weltkrieg kam der Ort zur Tschechoslowakei zurück.
Der Berg und die Siedlung erhielten den Namen Hladíkova Výšina, der Namensfindung lag eine konstruierte Ableitung des Wortes Lodich vom Personennamen Hladík zugrunde. Am 1. Juni 1960 wurde Hladíkova Výšina zusammen mit Javorník an den Örtlichen Nationalausschuss (MNV) Rudník angeschlossen. Nach der Aufhebung des Okres Vrchlabí wurde Hladíkova Výšina mit Beginn des Jahres 1961 dem Okres Trutnov zugeordnet. Mit Beginn des Jahres 1981 erfolgte die gänzliche Eingemeindung nach Rudník. Hladíkova Výšina gehört zum Katastralbezirk Javorník v Krkonoších.

## Ladigbaude / Janská bouda
Zum Ende des 19. Jahrhunderts errichtete der ehemalige Heger der Herrschaft Hermannseifen Franz Fries nördlich von Helfendorf am höchsten Punkt der Ladighöhe, bereits auf Johannisbader Kataster, die Ladigbaude, die sich wie die nahegelegene Donthbaude / Donthova bouda auf der Goldenen Aussicht einem florierenden Ausflugslokal entwickelte. Neben der Baude ließ Fries ein Holzbalkengerüst als Aussichtsplattform errichten.
Die Ladigbaude, für die es seit den 1920er Jahren die tschechische Bezeichnung Ladný bouda gab, bekam nach 1945 den neuen Namen Bouda Na Holině. Die nachfolgenden Besitzer machten die Baude zur Pension für Kurgäste von Janské Lázně und gaben ihr den Namen Janská bouda. Sie dient seit 2007 wieder als Bergbaude.

## Sehenswürdigkeiten
- Die unbewaldete Kuppe Hladíkova výšina ist ein Aussichtspunkt, der früher ein weites Panorama über das Tal von Janské Lázně mit dem dahinterliegenden Riesengebirgskamm, über das Aupatal zum Rehorngebirge sowie ins Riesengebirgsvorland gewährte. Durch hochgewachsene Bäume ist die Aussicht mittlerweile stark eingeschränkt.
- Starostův pramen (Bürgermeisterquelle) im Tal des Rudolfův potok (Rudolphsbach), nördlich der Ansiedlung